# 7058 Al-Ṭūsī
7058 Al-Ṭūsī è un asteroide della fascia principale. Scoperto nel 1990, presenta un'orbita caratterizzata da un semiasse maggiore pari a 2,2414139 UA e da un'eccentricità di 0,1444660, inclinata di 4,33097° rispetto all'eclittica.
L'asteroide è dedicato all'astronomo persiano Sharaf al-Dīn al-Muzaffar al-Ṭūsī.
È il primo asteroide la cui denominazione, avvenuta il 14 novembre 2016, contenga i caratteri Ṭ e ū. Inoltre assieme a 7057 Al-Fārābī è il primo asteroide la cui denominazione contenga ī.